# Laurentius Laurentii Kraft
Laurentius Laurentii Kraft, född 1664 i Odensvi församling, Kalmar län, död 2 juli 1720 i Frinnaryds församling, Jönköpings län, var en svensk präst.

## Biografi
Laurentius Laurentii Kraft föddes 1664 i Odensvi församling. Han var son till frälsefogden där, med härkomst från Tyskland. Kraft blev 1687 student vid Uppsala universitet och prästvigdes 1695. Han blev 1695 komminister i Linköpings församling och 1698 kyrkoherde i Frinnaryds församling, Frinnaryds pastorat. Kraft avled 2 juli 1720 i Frinnaryds församling.

### Familj
Kraft var gift med Margaretha Ljungberg från Västmanland. De fick tillsammans barnen kyrkoherden Lars Kraft i Rumskulla församling, kyrkoherden Petrus Kraft i Rumskulla församling, Catharina, som var gift med kyrkoherden Daniel Ekmark i Törnevalla församling, Anna, som gifte sig första gången med komministern Johannes Boraeus i Bredestads församling och andra gången med kyrkoherden Zacharias Lidbergius i Frinnaryds församling, och Catharina, som gifte sig med kyrkoherden Magnus Palmærus i Örberga församling.